# Boyce Thompson Arboretum State Park
Der Boyce Thompson Arboretum State Park enthält den größten und ältesten botanischen Garten von Arizona.
Das Arboretum wurde in den 1920er Jahren vom Bergwerksunternehmer William Boyce Thompson gegründet. Thompson war zuvor mit dem Amerikanischen Roten Kreuz in Russland gewesen und hatte dort die große Bedeutung von Pflanzen als Rohstoff für menschliche Nahrung, Bekleidung und Baumaterial erkannt. Er beschloss, sein Vermögen zur Optimierung der Nutzung pflanzlicher Rohstoffe einzusetzen; das Arboretum hinterließ er als Teil seines Vermächtnisses. 
Seit 1976 kümmern sich das Arizona State Parks Board, das Boyce Thompson Arboretum Board und die University of Arizona um die Verwaltung. Das 131 ha große Gelände liegt am U.S. Highway 60, 4 km westlich von Superior im Pinal County des US-Bundesstaates Arizona.
2008 waren im Park 23 bezahlte Voll- und Teilzeitkräfte beschäftigt. Die jährlichen Besucherzahlen schwanken zwischen 65.000 und 75.000. Der Park ist in verschiedene Bereiche aufgeteilt, in denen sich Pflanzensammlungen aus Australien, Afrika, Asien, dem Mittelmeerraum sowie aus Nord- und Südamerika befinden. Im Arboretum wachsen 3.100 Pflanzenarten mit 14.000 Pflanzenindividuen, darunter 567 Kakteengewächse, 299 Hülsenfrüchtler, 179 Schwertliliengewächse, 176 Liliengewächse, 161 Myrtengewächse, 157 Agavengewächse, 131 Korbblütler, 104 Lippenblütler, 86 Rosengewächse und 47 Palmengewächse. In der Australienabteilung befindet sich ein besonderes Exemplar des Roten Eukalyptus (Eucalyptus camaldulensis). Er wurde bereits 1926 gepflanzt und ist mit einer Höhe von über 42 m der größte seiner Art in den Vereinigten Staaten.